# Kirche der Schmerzen Mariä (Jerusalem)

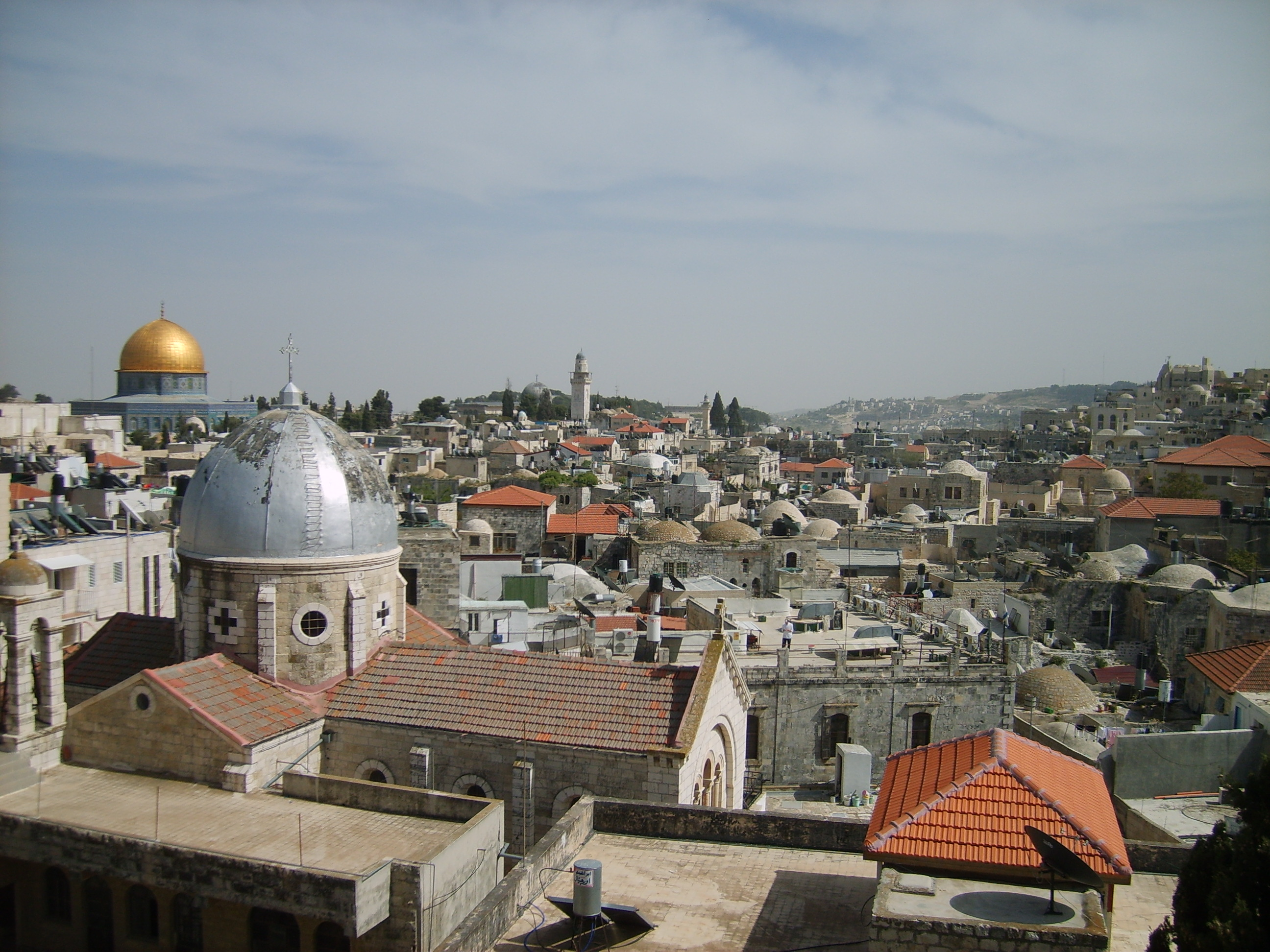
Mariä Schmerzen (2007), links vorne Mariä Ohnmacht (Via Dolorosa – Station 4) (vom Österreichischen Hospiz)

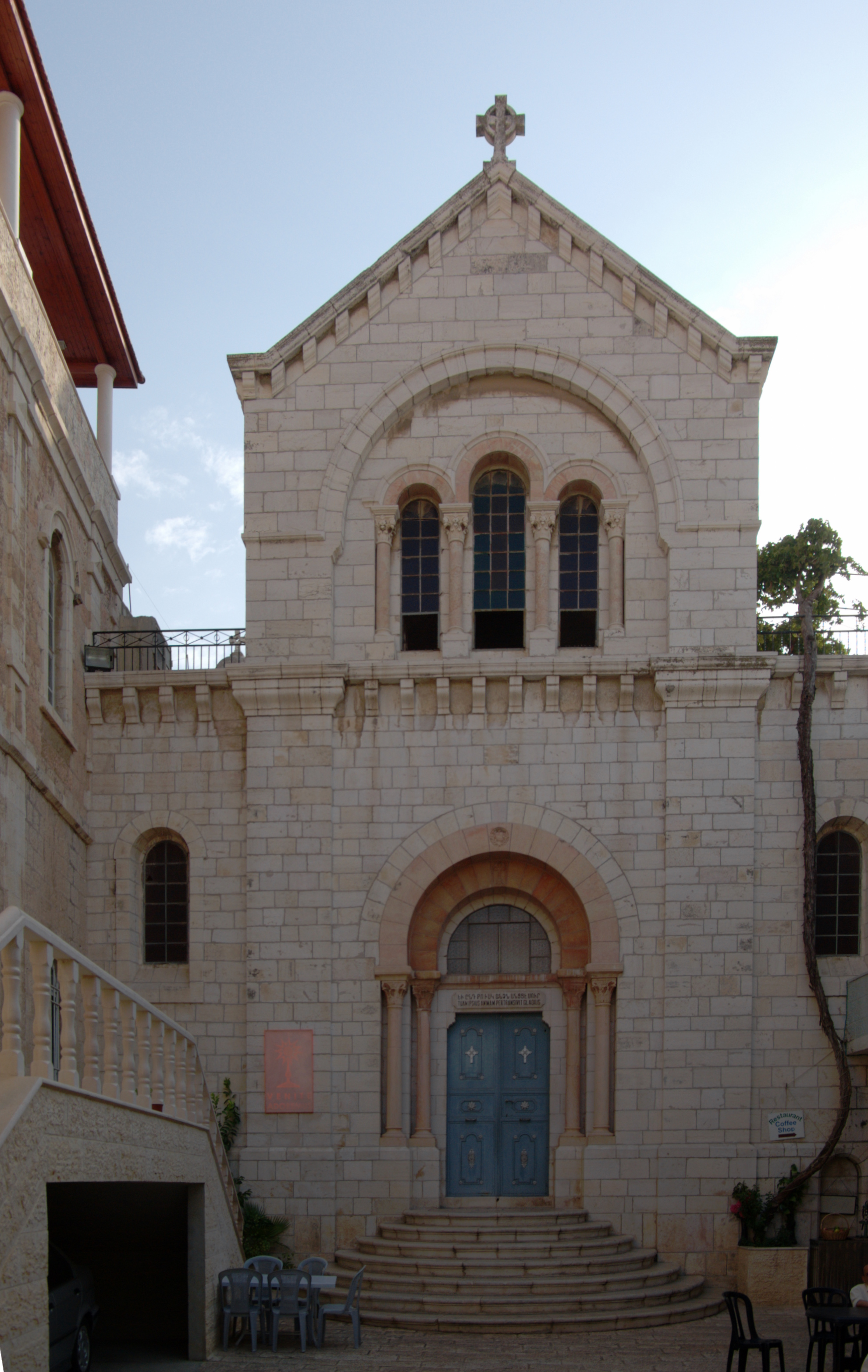
Stirnfassade und Portal (2010)

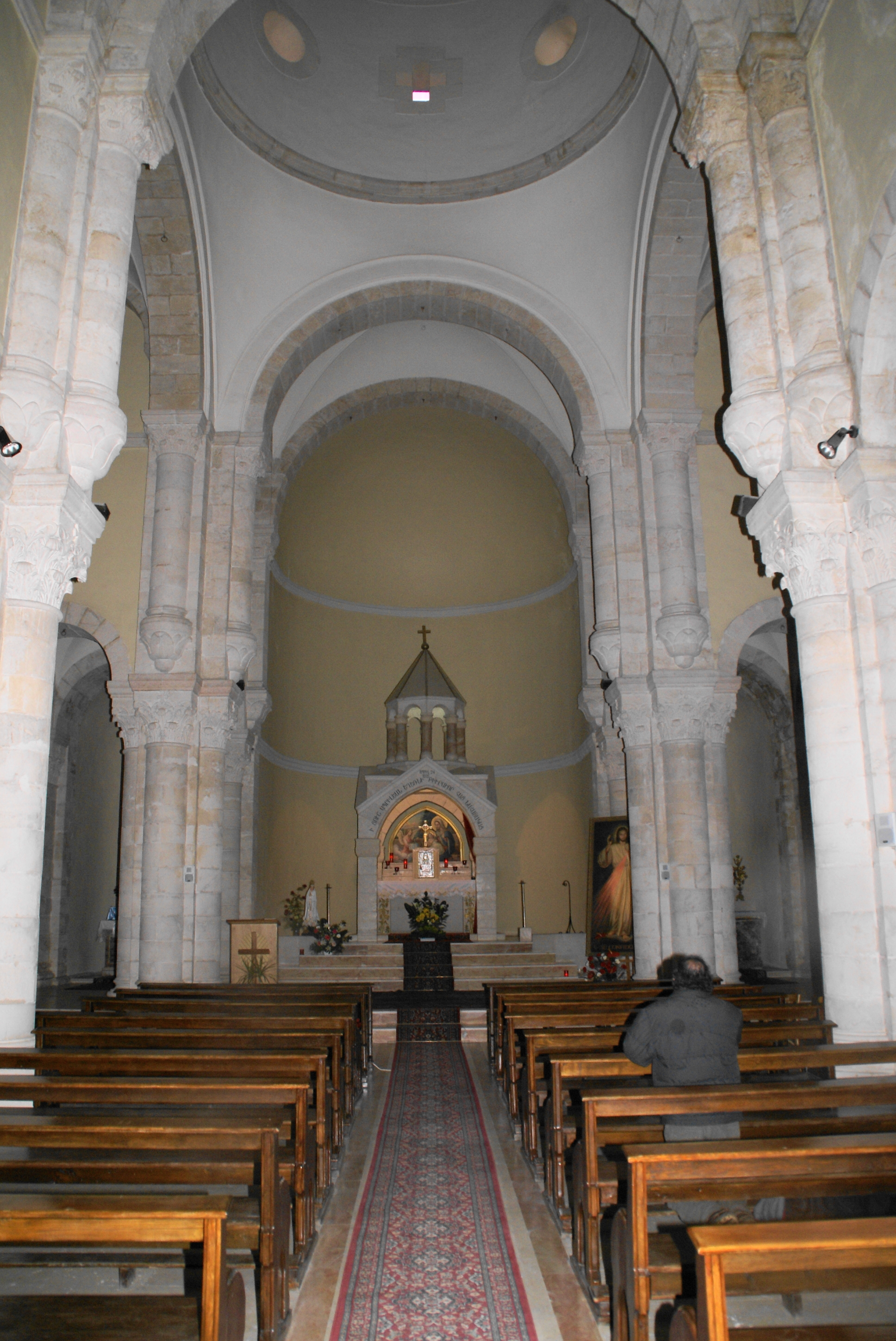
Inneres der Kirche der Schmerzen Mariä (2008)

Die armenisch-katholische Kirche der Schmerzen Mariä befindet sich unweit des Österreichischen Hospizes im muslimischen Viertel der Jerusalemer Altstadt und umfasst auch die Kapelle von der Ohnmacht Unserer Lieben Frau. Die Anlage ist auch das Armenische Hospiz zu Jerusalem und Sitz des Patriarchal-Exarchats Jerusalem und Amman.

## Lage und Funktion
Der Kirchenkomplex bildet die Station 4 an der Via Dolorosa, die der Begegnung von Jesus am Weg zur Kreuzigung mit seiner Mutter gedenkt. Nach einer anderen Tradition befindet sich die 4. Station bei einem nahegelegenen kleinen Oratorium.
Es handelt sich dabei um eine in den 1880er Jahren errichtete Kirche Mater Dolorosa und eine im 20. Jahrhundert angebaute Kapelle Mariä Ohnmacht. Der Name der Kapelle bezieht sich auf die – nicht biblisch überlieferte – Szene der Ohnmacht Mariens (italienisch Spasimo del Virgine), die hier, oder unter dem Kreuz lokalisiert wird.
In der Krypta sind in einem Mosaik Fußabdrücke zu sehen, die Maria zugeschrieben werden.

## Geschichte und Bau
In der Krypta findet sich ein Bodenmosaik aus dem 4. bis 6. Jahrhundert, vermutlich aus der byzantinischen Sophienkirche – die sakrale Herkunft ist aber nicht gesichert.
Dieser Bau dürfte schon im 12. Jahrhundert, zur Zeit des Königreichs Jerusalem, mit einer Kirche überbaut worden sein, belegt ist die Kirche im 13. Jahrhundert. Im 15. Jahrhundert berichten Pilger von einer Ruine.
Im 17. Jahrhundert wurde hier das Badhaus Hammam al-Sultan errichtet.
1876 kaufte die Armenische Kirche den Bau und errichtete 1881 die Kirche, wobei sie den mittelalterlichen Baurest als Krypta verwenden konnte. Die Kirche ist ein typisches Bauwerk levantinischer Neobyzantinistik in Form einer Kreuzkirche mit Vierungskuppel. Ein Hochrelief an der Eingangstür zeigt die Begegnung von Mutter und Sohn, es stammt von Thaddäus Zielinsky.
Die Krypta hat einen quadratischen Grundriss mit säulengestützter Kuppel und drei Apsiden. Sie zeigt den typischen Baustil der Kreuzfahrerzeit. Der Abgang zur Krypta befindet sich in einer Seitenkapelle der Oberkirche.
Im 20. Jahrhundert wurde die Kapelle Ohnmacht Unserer Lieben Frau angefügt.

## Nachweise
- Othmar Keel, Max Küchler: Orte und Landschaften der Bibel. Ein Handbuch und Studienreiseführer zum Heiligen Land. Band 4, Vandenhoeck & Ruprecht, 2007, ISBN 978-3-525-50170-2, S. 406 f. (eingeschränkte Vorschau in der Google-Buchsuche, ohne Abbildungen).
- Erhard und Andrea Gorys: Dumont-Kunst-Reiseführer: Heiliges Land: Ein 10 000 Jahre altes Kulturland zwischen Mittelmeer, Rotem Meer und Jordan. S. o.A.
- Kapelle von der Ohnmacht Unserer Lieben Frau auf Israelmagazin.de

1. ↑  Keel, Küchler: Orte und Landschaften der Bibel, S. 407
2. ↑  vergl. en:Swoon of the Virgin
3. ↑  es könnte auch ein Badhaus gewesen sein. Keel, Küchler: Orte und Landschaften der Bibel, S. 407
4. 1 2 3 4  Keel, Küchler: Orte und Landschaften der Bibel, S. 406
5. ↑  Michael Studemund-Halévy: ADAC Reiseführer Israel. ADAC Verlag DE, 2008, ISBN 978-3-89905-456-9, S. 46, Sp. 2 IV. Station (Jesus begegnet seiner Mutter)

Koordinaten: 31° 46′ 47,7″ N, 35° 13′ 56,7″ O